# 岡芳包
岡 芳包（おか よしかね、1915年〈大正4年〉1月12日 - 1991年〈平成3年〉9月1日）は、日本の医学者。生理学者。
大阪府大阪市出身。大阪府立市岡中学校、浪速高等学校、大阪帝国大学医学部卒業。

## 経歴
1943年に大阪帝国大学（現大阪大学）講師、1945年に同大学助教授に就任。1945年7月、大阪大学医学博士。論文の題は「生体肝組織における酸化還元電位的場に関する研究」。 その後、1948年7月に新設の徳島医科大学（現徳島大学）初代教授に就任。1951年に新制大学の発足に伴い徳島大学教授となり、1967年に同大学医学部長に就任。
1975年より日本学術会議10・11期会員に選出、国際学術交流委員会会員・生理科学研究連絡委員会等を歴任。1979年に徳島大学学長に就任。
1987年、春の叙勲で勲二等旭日重光章を受章。